# Malecon Center
Il Malecon Center è un complesso di grattacieli di Santo Domingo costruito nel 2003.
Il design è ispirato al Mar dei Caraibi e alla storia tipica dell'area in cui si colloca. Edificato dalla società Rodríguez Sandoval, consta di aree commerciali, tre torri residenziali (due di 31 e una di 32 piani), e da un hotel di 22 piani con 288 camere. La Torre 3 è il quinto edificio più alto della Repubblica Dominicana.

## Posizione
Il complesso si trova in Avenida George Washington quasi all'angolo di Avenida Máximo Gómez e si affaccia sul Mar dei Caraibi.

## Torres Martillo
Sono due i grattacieli principali del complesso, di 31 piani ciascuno, alti 122,4 m.

## Torre Est
La torre più alta (125,7 m) ha 32 piani e possiede 152 appartamenti.